# Comuna Spermezeu, Bistrița-Năsăud
Spermezeu (în maghiară: Ispánmező) este o comună în județul Bistrița-Năsăud, Transilvania, România, formată din satele Dobricel, Dumbrăvița, Hălmăsău, Lunca Borlesei, Păltineasa, Sita, Spermezeu (reședința) și Șesuri Spermezeu-Vale.
Comuna a fost reorganizată prin Legea Nr. 139 din 27 aprilie 2004, publicată în Monitorul Oficial Nr. 373 din 28 aprilie 2004, prin desprinderea satelor Dobricel și Dumbrăvița de la comuna Căianu Mic și trecerea lor în componența comunei Spermezeu.

Comuna Spermezeu este înfrățită cu orașul Zemst din Belgia

## Demografie
Componența etnică a comunei Spermezeu
     Români (93,88%)
     Romi (1,65%)
     Alte etnii (0,12%)
     Necunoscută (4,35%)
Componența confesională a comunei Spermezeu
     Ortodocși (86,36%)
     Penticostali (8,88%)
     Alte religii (0,29%)
     Necunoscută (4,47%)
Conform recensământului efectuat în 2021, populația comunei Spermezeu se ridică la 3.445 de locuitori, în creștere față de recensământul anterior din 2011, când fuseseră înregistrați 3.123 de locuitori. Majoritatea locuitorilor sunt români (93,88%), cu o minoritate de romi (1,65%), iar pentru 4,35% nu se cunoaște apartenența etnică. Din punct de vedere confesional, majoritatea locuitorilor sunt ortodocși (86,36%), cu o minoritate de penticostali (8,88%), iar pentru 4,47% nu se cunoaște apartenența confesională.

## Politică și administrație
Comuna Spermezeu este administrată de un primar și un consiliu local compus din 13 consilieri. Primarul, Sorin Hognogi[*], de la Partidul Național Liberal, este în funcție din 2008. Începând cu alegerile locale din 2024, consiliul local are următoarea componență pe partide politice:
|  | Partid                          | Consilieri | Componența Consiliului | Componența Consiliului | Componența Consiliului | Componența Consiliului | Componența Consiliului | Componența Consiliului | Componența Consiliului | Componența Consiliului |
|  | ------------------------------- | ---------- | ---------------------- | ---------------------- | ---------------------- | ---------------------- | ---------------------- | ---------------------- | ---------------------- | ---------------------- |
|  | Partidul Național Liberal       | 8          |                        |                        |                        |                        |                        |                        |                        |                        |
|  | Partidul Social Democrat        | 4          |                        |                        |                        |                        |                        |                        |                        |                        |
|  | Alianța pentru Unirea Românilor | 1          |                        |                        |                        |                        |                        |                        |                        |                        |

## Monumente
- Biserica de lemn "Sfinții Arhangheli Mihail și Gavriil" din satul Dobricel, construită în anul 1744, monument istoric
- Biserica de lemn "Nașterea Fecioarei Maria" din Spermezeu, construită în anul 1712, monument istoric
- Biserica ortodoxă de zid "Sfinții Arhangheli Mihail și Gavril" din Spermezeu, construcție 1958
- Biserica ortodoxă de zid "Sfinții Arhangheli Mihail și Gavriil" din satul Dumbrăvița, construită în anul 1896
- Biserica ortodoxă de zid din satul Sita
- Biserica ortodoxă din satul Păltinasa
- Biserica ortodoxă de zid "Sfinții Arhangheli Mihail și Gavril" din Dobricel, construită între anii 1938 - 1942
- Biserica ortodoxă de zid "Sfinții Apostoli Petru și Pavel" din satul Hălmăsău
- Monumentul Eroilor din satul Spermezeu
- Puțul salin de la Dumbrăvița